# Fitzsimmons Range
Fitzsimmons Range är ett berg i Kanada.   Det ligger i provinsen British Columbia, i den sydvästra delen av landet, 3 500 km väster om huvudstaden Ottawa. Toppen på Fitzsimmons Range är 2 625 meter över havet, eller 1 562 meter över den omgivande terrängen. Bredden vid basen är 9,4 km. Fitzsimmons Range ligger vid sjön Cheakamus Lake.
Terrängen runt Fitzsimmons Range är huvudsakligen bergig.Trakten runt Fitzsimmons Range är nära nog obefolkad, med mindre än två invånare per kvadratkilometer.. Närmaste större samhälle är Whistler, 10,4 km nordväst om Fitzsimmons Range. 
I omgivningarna runt Fitzsimmons Range växer i huvudsak barrskog.